# Charlotte Esser
Charlotte Esser (geb. vor 1977) ist Biologin, Immunologin und außerplanmäßige Professorin am Leibniz-Institut für umweltmedizinische Forschung der Universität Düsseldorf. Ihr Hauptforschungsgebiet ist der Arylhydrocarbon-Rezeptor (AhR) in der Immuntoxikologie, wobei sie insbesondere die physiologische Rolle dieses Transkriptionsfaktors untersucht. Sie beschäftigt sich dabei mit den Effekten von Umweltchemikalien oder Nahrungsergänzungsstoffen auf die Immunfunktionen des Darms und der Haut.

## Werdegang
Charlotte Esser absolvierte von 1977 bis 1985 ein Studium der Biologie mit den Schwerpunkten Zoologie, Genetik und Biochemie an den Universitäten in Köln und Tübingen und an der Duke University in den USA. Sie promovierte 1990 bei Andreas Radbruch im Fach Immunologie am Institut für Genetik der Universität Köln mit einer Arbeit über die molekulare Steuerung des Immunglobulinklassenwechsels. Nach einer dreijährigen Postdoc-Tätigkeit am medizinischen Institut für Umwelthygiene der Universität Düsseldorf legte sie 1993 Forschungssemester am Basler Institut für Immunologie und 1995 am INRA in Toulouse ein, bevor sie bis 2001 als stellvertretende Abteilungsleiterin zurück an ihr Düsseldorfer Institut ging.
1998 habilitierte sie sich an der Düsseldorfer Universität mit einer Arbeit zu den Auswirkungen bestimmter externer Krankheitserreger auf Immunzellen. Nach einem Sabbatical im Labor des Pathologen Abul K. Abbas in Harvard und an der University of California in San Francisco wurde sie 2001 Gruppenleiterin des Leibniz-Instituts für umweltmedizinische Forschung. 2004 wurde sie zur außerplanmäßigen Professorin der mathematisch-naturwissenschaftlichen Fakultät in Düsseldorf ernannt.
Neben ihrer Arbeitsgruppe leitete sie unter anderem das Graduiertenkolleg „Nahrungsmittelinhaltsstoffe als Signalgeber im Darm“. Die Deutsche Gesellschaft für Toxikologie zeichnete Esser 2009 mit ihrem GT-Toxicology-Preis aus.
Charlotte Esser ist Mitglied in diversen Fachgesellschaften, unter anderem war sie Sprecherin des Arbeitskreises Immuntoxikologie in der Deutschen Gesellschaft für Experimentelle und Klinische Pharmakologie und Toxikologie. Sie engagiert sich darüber hinaus für Gleichstellung – unter anderem ist sie Sprecherin der Kommission für Gleichstellung und Karriereförderung in der Deutschen Gesellschaft für Immunologie, Mentorin an der Universität Düsseldorf.
Charlotte Esser ist Tochter des Künstlers  Georg Esser.

## Publikationen (Auswahl)
- Transkription rekombinogener Sequenzen des IgH-Locus der Maus. (Dissertation). Köln 1990.
- Auswirkungen Arylhydrocarbon-Rezeptor bindender exogener Noxen auf die Entwicklung und Funktionalität von Thymozyten und T-Zellen. (Habilitationsschrift). Düsseldorf 1996.
- The immune phenotype of AhR null mouse mutants: Not a simple mirror of xenobiotic receptor over-activation. In: Biochemical Pharmacology. Band 77, Nr. 4, Februar 2009, ISSN 0006-2952, S. 597–607, doi:10.1016/j.bcp.2008.10.002.
- mit Bettina Jux, Stephanie Kadow: Langerhans Cell Maturation and Contact Hypersensitivity Are Impaired in Aryl Hydrocarbon Receptor-Null Mice. In: The Journal of Immunology. Band 182, Nr. 11, 19. Mai 2009, ISSN 0022-1767, S. 6709–6717, doi:10.4049/jimmunol.0713344.
- mit Susanne Stutte, Bettina Jux, Irmgard Förster: CD24a Expression Levels Discriminate Langerhans Cells from Dermal Dendritic Cells in Murine Skin and Lymph Nodes. In: Journal of Investigative Dermatology. Band 128, Nr. 6, Juni 2008, ISSN 0022-202X, S. 1470–1475, doi:10.1038/sj.jid.5701228.
- mit Annette Esser: Georg Esser - Leben und Werk. Selbstverlag, Köln und Bad Kreuznach 2018, ISBN 978-3-00-058818-1.